# Ашимбаев, Маулен Сагатханулы
Маулен Сагатханулы Ашимбаев (каз. Мәулен Сағатханұлы Әшімбаев; род. 28 января 1971, Алма-Ата, Казахская ССР, СССР) — казахстанский государственный деятель, председатель Сената Парламента Республики Казахстан (с 4 мая 2020 года).

## Образование
1988—1993 — Казахский национальный университет имени аль-Фараби, экономист, преподаватель политэкономии.
2001 — Кандидат политических наук (тема диссертации: «Политический транзит в Казахстане в контексте процессов глобальной демократизации»).
2003 — Университет Джонса Хопкинса (США), Школа перспективных международных исследований (SAIS), научная стажировка.
2015—2016 — Университет Тафтса, Школа права и дипломатии имени Флетчера, магистр международных отношений.

## Биография
После окончания университета в 1993—1994 гг. работал в системе Министерства печати и массовой информации.
1994—1995 гг. — помощник депутата Верховного Совета Республики Казахстан.
С июня по ноябрь 1995 года — консультант аппарата Совета Безопасности Республики Казахстан.
1995—1999 гг. — старший эксперт, заведующий сектором, первый заместитель руководителя Центра анализа и стратегических исследований Администрации Президента Республики Казахстан.
1999—2000 гг. — заведующий Аналитическим центром Совета Безопасности Республики Казахстан.
2000—2002 гг. — заведующий Аналитическим центром Совета Безопасности Республики Казахстан — директор Казахстанского института стратегических исследований при Президенте Республики Казахстан.
2002—2005 гг. — директор Казахстанского института стратегических исследований при Президенте Республики Казахстан.
2005—2006 гг.— заместитель секретаря Совета Безопасности Республики Казахстан.
С 2006 по 2011 годы — заместитель Руководителя Администрации Президента Республики Казахстан.
С января 2012 года по январь 2016 года — депутат Мажилиса Парламента Республики Казахстан V созыва, председатель Комитета по международным делам, обороне и безопасности.
С 25 марта 2016 года — депутат Мажилиса Парламента Республики Казахстан VI созыва, председатель Комитета по международным делам, обороне и безопасности.
С 1 февраля 2018 года — первый заместитель председателя партии Нур Отан.
С 30 июля 2019 года по 18 декабря 2019 года — помощник Президента Республики Казахстан.
C 18 декабря 2019 года — Первый заместитель Руководителя Администрации Президента Республики Казахстан.
С 4 мая 2020 года — председатель Сената Парламента Республики Казахстан.
Президент Казахстанской федерации бочча с момента основания.
Кроме родного казахского, владеет также русским и английским языками.

## Законотворческая деятельность
Являлся одним из инициаторов и разработчиков закона РК «О внесении изменений и дополнений в некоторые законодательные акты Республики Казахстан по вопросам международных договоров Республики Казахстан», направленного на систематизацию и планирование процесса заключения международных договоров.
Одним из главных инициаторов и разработчиков закона РК «О доступе к информации» и закона РК «О внесении изменений и дополнений в некоторые законодательные акты Республики Казахстан по вопросам доступа к информации». Данные законы закрепляют механизмы реализации прав граждан на информацию и способствуют повышению ответственности государственных органов перед гражданами страны.
Входил в состав рабочей группы по рассмотрению закона РК «О внесении изменений и дополнений в некоторые законодательные акты Республики Казахстан по вопросам противодействия экстремизму и терроризму». Закон устанавливает принципы, цель, правовые и организационные основы противодействия экстремизму и терроризму в Казахстане.
Принимал активное участие в рассмотрении закона РК «О контрразведывательной деятельности», направленного на создание правовых основ для контрразведывательной деятельности в стране.

## Награды
- 2001 — Почётная грамота РК;
- 2007 — орден «Курмет»[12];
- 2015 — орден «Парасат»[13];
- 2021 (2 декабря) — Орден «Барыс» ІІ степени[14];
- 6 юбилейных медалей;
- Орден «Содружество» (29 ноября 2018 года, Межпарламентская ассамблея СНГ) — за активное участие в деятельности Межпарламентской Ассамблеи и её органов, вклад в укрепление дружбы между народами государств — участников Содружества Независимых Государств[15];
- Медаль «МПА СНГ. 25 лет» (27 марта 2017 года, Межпарламентская ассамблея СНГ) — за заслуги в деле развития и укрепления парламентаризма, за вклад в развитие и совершенствование правовых основ функционирования Содружества Независимых Государств, укрепление международных связей и межпарламентского сотрудничества[16].

## Семья
Отец — Сагат Ашимбаев, государственный и общественный деятель, писатель, литературный критик.
Мать — Шарбану Бейсенова, журналист, писатель.
Жена — Бутеева Айгуль Аскарбековна.
Имеет трёх дочерей и одного сына (Айганым, 1996 г.р., Алтынай, 1999 г.р., Алима, 2004 г.р., Амирлан, 2022 г.р.).

## Источник
Ашимбаев Д. Р. Кто есть кто в Казахстане. Алматы, 2012.